# Греція на літніх Олімпійських іграх 1980
Греція на літніх Олімпійських іграх 1980 була представлена 41 спортсменом у 6 видах спорту і виборола 3 медалі.

## Медалісти
Золото
| Золото |                    |                         |
| №      | Спортсмени         | Вид спорту (дисципліна) |
| 1      | Стеліанос Мегіакіс | Греко-римська боротьба  |

Бронза
| Бронза |                                                                 |                         |
| №      | Спортсмени                                                      | Вид спорту (дисципліна) |
| 1      | Георгіос Хатзіоанідіс                                           | Боротьба                |
| 2      | Анастасіос Будуріс, Анастасіос Гавріліс та Арістідіс Рапанакіс. | Вітрильний спорт        |